# Thierry Godfroid
Thierry Godfroid (31 luglio ...) è un pilota motociclistico belga ritiratosi dall'attività agonistica.

## Carriera
Storico pilota Kawasaki, ex-crossista, fu uno dei primi superider di alto livello, e detiene un titolo europeo supermoto (allora di valore pressoché mondiale).
È il superider belga più titolato assieme a Eddy Seel e Gerald Delepine. Terminata la propria attività agonistica, rimane nel mondo delle corse prendendo parte a gare amatoriali riservate ai veterani. Nel 2023, insieme a Fred Bouvy, è stato invitato ad un evento presso il ranch di Valentino Rossi.

## Palmarès
- 1993: Campione belga 125cc Inters[4]
- 1994: Vincitore Superbikers di Mettet
- 1995: 3º posto Superbikers di Mettet
- 1997: Vincitore Superbikers di Mettet (su Kawasaki)
- 1997: Vincitore Extreme Supermotard di Bologna (su Kawasaki)
- 1998: 2º posto Superbikers di Mettet (su Kawasaki)
- 1999: CAMPIONE EUROPEO SUPERMOTO (su Kawasaki)
- 1999: Campione Belga Supermoto (su Kawasaki)
- 1999: 3º posto Superbikers di Mettet (su Kawasaki)
- 2000: 18º posto Campionato Europeo Supermoto (su Kawasaki)
- 2000: Campione Belga Supermoto classe Prestige (su Kawasaki)
- 2000: 2º posto Superbikers di Mettet (su Kawasaki)
- 2000: Vincitore Extreme Supermotard di Bologna (su Kawasaki)
- 2001: 28º posto Campionato Europeo Supermoto (su Kawasaki)
- 2001: Campionato Belga Supermoto classe Prestige Open (su Kawasaki)
- 2002: 21º posto Campionato del Mondo Supermoto (su Kawasaki)
- 2002: 26º posto Campionato Europeo Supermoto (su Kawasaki)
- 2002: Campione Belga Supermoto classe Prestige Open (su Kawasaki)
- 2003: 24º posto Campionato del Mondo Supermoto (su Kawasaki)
- 2003: 42º posto Campionato Europeo Supermoto classe 650cc (su Kawasaki)
- 2003: 29º posto Campionato Europeo Supermoto classe 450cc (su Kawasaki)
- 2003: Campione Belga Supermoto classe Prestige Open (su Kawasaki)
- 2004: 15º posto Campionato del Mondo Supermoto S2 (su Kawasaki)
- 2004: 3º posto Campionato Belga Supermoto classe Prestige 450 (su Kawasaki)
- 2005: 16º posto Campionato del Mondo Supermoto S2 (su Kawasaki)
- 2005: Campione Belga Supermoto classe Prestige 450 (su Kawasaki)
- 2006: 19º posto Campionato Belga Supermoto classe Prestige 450 (2 gare su 10) (su Kawasaki)
- 2006: 13º posto Campionato Inglese Supermoto S2 (1 gara su 8) (su Kawasaki)
- 2006: Vincitore Coppa del Mondo Motocross Senior (su Kawasaki)[5]
- 2007: 20º posto Campionato Belga Supermoto classe Prestige (2 gare su 11) (su Kawasaki)
- 2007: 9º posto Coppa del Mondo Motocross Senior (su Kawasaki)
- 2008: 31º posto Campionato Belga Supermoto classe Prestige Open (1 gara su 10) (su Kawasaki)
- 2008: 12º posto Coppa del Mondo Motocross Senior (su Kawasaki)
- 2008: 20º posto Superbikers di Mettet (su Kawasaki)
- 2009: 2º posto Campionato Internazionale Olandese Supermoto (su Kawasaki)
- 2009: 18º posto Campionato Belga Supermoto classe Prestige (1 gara su 6) (su Kawasaki)
- 2009: 14º posto Superbikers di Mettet (su Kawasaki)